# Disbelief
Disbelief (v překladu nevíra) je německá metalová kapela z Dieburgu v Hesensku. Byla založena roku 1990 zpěvákem Karstenem Jägerem, kytaristou Oliverem Lenzem a bubeníkem Markusem Gnapem, později se k nim přidal baskytarista Denis Mussiol. Její hudba má kořeny v death metalu a obsahuje i prvky thrash metalu a sludge metalu.
Stejnojmenné debutové studiové album Disbelief se zrodilo v roce 1997.

## Diskografie
Dema
- Promotional Tape (1992)
- Unbound (1993)
- Choice (1993)
- Promo Tape 1995 (1995)

Studiová alba
- Disbelief (1997)
- Infected (1998)
- Worst Enemy (2001)
- Shine (2002)
- Spreading the Rage (2003)
- 66Sick (2005)
- Navigator (2007)
- Protected Hell (2009)
- Heal! (2010) – album k 20. výročí kapely[4], obsahuje 4 nové skladby, 3 coververze a 1 předělávku starší skladby.
- The Symbol of Death (2017)
- The Ground Collapses (2020)

Box sety
- Platinum Edition (2017) – sada 3 CD: Worst Enemy, Shine a Spreading the Rage